# Rupert Crosse
Rupert Crosse (New York, 29 novembre 1927 – Nevis, 5 marzo 1973) è stato un attore statunitense.

## Biografia
Noto per i suoi ruoli nei film Ombre (1959) e Le colline blu (1966), e nella serie televisiva The Partners (1971), ottenne la candidatura ai Premi Oscar 1970 come miglior attore non protagonista per la sua interpretazione in Boon il saccheggiatore (1969). Fu il primo attore afro-americano a ricevere tale candidatura. 
Amico di Jack Nicholson, è una delle persone a cui Nicholson dedicò l'Oscar al miglior attore ricevuto nel 1998.
Morì prematuramente nel 1973, all'età di 45 anni, a causa di un tumore polmonare.

## Filmografia parziale

### Cinema
- Ombre (Shadows), regia di John Cassavetes (1959)
- Blues di mezzanotte (Too Late Blues), regia di John Cassavetes (1961)
- La notte del delitto (Twilight of Honor), regia di Boris Sagal (1963)
- Marnie, regia di Alfred Hitchcock (1964)
- Seme selvaggio (Wild Seed), regia di Brian G. Hutton (1965)
- Le colline blu (Ride in the Whirlwind), regia di Monte Hellman (1966)
- La vecchia legge del West (Waterhole #3), regia di William A. Graham (1967)
- Boon il saccheggiatore (The Reivers), regia di Mark Rydell (1969)

### Televisione
- Johnny Staccato – serie TV, episodio 1x15 (1959)
- Have Gun - Will Travel – serie TV, episodio 5x08 (1961)
- Gli uomini della prateria (Rawhide) – serie TV, episodio 3x10 (1961)
- The Dick Powell Show – serie TV, episodio 2x09 (1962)
- La grande avventura (The Great Adventure) – serie TV, episodio 1x06 (1963)
- Ben Casey – serie TV, 2 episodi (1963-1964)
- The Wackiest Ship in the Army – serie TV, episodio 1x10 (1965)
- Agenzia U.N.C.L.E. (The Girl from U.N.C.L.E.) – serie TV, episodio 1x14 (1966)
- Daktari – serie TV, episodio 2x06 (1966)
- Le spie (I Spy) – serie TV, episodio 2x28 (1967)
- Squadra speciale anticrimine (The Felony Squad) – serie TV, episodi 3x06-3x07 (1968)
- Bonanza – serie TV, episodio 12x05 (1970)

## Doppiatori italiani
- Renato Turi in Ombre
- Ferruccio Amendola in Boon il saccheggiatore

## Riconoscimenti
Premi Oscar 1970 – Candidatura all'Oscar al miglior attore non protagonista per Boon il saccheggiatore